# Петров Микола Арнольдович
Микола Арнольдович Петров (14 квітня 1943, Москва — 3 серпня 2011, Москва) — радянський російський піаніст, народний артист СРСР.
Народився в Москві. Закінчив Московську консерваторію в класі професора Якова Зака. 1962 здобув другу премію на конкурсі Вана Клейберна, 1964 — другу премію на конкурсі Королеви Єлизавети. З 1968 веде активну гастрольну діяльність. 1998 заснував міжнародний благодійний фонд, що носить його ім'я.